# Ibrahima Cissoko (football)
Pour les articles homonymes, voir Cissoko.
Ibrahima Cissoko, né le 18 avril 2003 à Thiaroye au Sénégal, est un footballeur international sénégalais. Il joue au poste de milieu de terrain au Club athlétique bizertin.

## Biographie
Ibrahima Cissoko est né à 
Leona-Thiaroye à Thiaroye, Un quartier de Dakar formé à l’US Gorré, Il est prêté en 2021 au club norvégien du FK Haugesund , Il dispute 38 matchs avec l’équipe B , Inscrit 5 buts, Après une saison il retourne à l'US Gorée, pour finalement être cédé au club tunisien de l’athlétique bizertin.

### En sélection
Ibrahima est appelé la première fois en sélection U17 pour disputer la CAN U17, elle échouera en phase de groupe, mais sera qualifiée au mondial à la place de la Guinée U17 à cause d’une fraude sur l'âge. Il sera sélectionné pour participer au mondial U17, titularisé face au Japon U17, il sera le joueur ayant obtenu le 100e carton jaune dans l’histoire de la Coupe du monde U17.
De nouveau convoqué pour disputer la CAN U20, il finit champion pour la première fois de l’histoire du Sénégal U20, remportant un ticket pour le mondial U20, Ibrahima rentre en jeu face à la Colombie U20.

## Palmarès
CA bizertin
- Coupe de Tunisie  :
  - Finaliste : 2024

### En sélection
Sénégal -20 ans
- Coupe d'Afrique des nations -20 ans :
  - Vainqueur : 2023.